# Chrysometa magdalena
Chrysometa magdalena là một loài nhện trong họ Tetragnathidae.
Loài này thuộc chi Chrysometa. Chrysometa magdalena được Herbert W. Levi miêu tả năm 1986.